# Герострат
Геростра́т (др.-греч. Ἡρόστρατος) — житель древнегреческого города Эфес (ныне Сельчук, территория Турции), который сжёг храм Артемиды в своём родном городе в 356 году до н. э.
По рассказу древнегреческого историка Феопомпа, Герострат сознался во время пытки, что поджёг храм для того, чтобы его имя помнили потомки. Эфесцы приговорили его к казни и постановили никогда не упоминать его имя. Однако Феопомп, рассказавший о преступлении Герострата, сохранил таким образом его имя для потомков.

## Сведения античных авторов
Хотя труды Феопомпа сохранились лишь во фрагментах, на него ссылается римский писатель-моралист I века н. э. Валерий Максим, чей рассказ наиболее подробен.
Таким образом, Герострат добился своего: приобрёл бессмертную, пусть и позорную, славу. Уже Валерий Максим включает рассказ о нём в главу «О желании славы» (De cupiditate gloriae), в одном ряду с Фемистоклом, Александром Великим и Аристотелем. А римский писатель Элиан в сочинении «О природе животных» упоминает Герострата в перечне врагов божеств вместе с философами Гиппоном и Диагором.
Авл Геллий не называет имя поджигателя, но ссылается не на постановление эфесцев, а на «решение всей Азии».
Согласно Страбону, на месте сожжённого Геростратом храма жители этого города построили новый храм Артемиды Эфесской, включённый в число «чудес света».
Историк Тимей и вслед за ним Марк Туллий Цицерон и Плутарх утверждали, что храм Артемиды сгорел в ту самую ночь, когда родился будущий завоеватель Азии Александр Македонский. Поэтому датой поджога могут указывать 21 июля 356 года до н. э. Подобные легенды о дне рождения Александра, вероятно, появились уже в бытность его царём.

## Отражение в культуре и литературе
- Выражение «геростратова слава» стало крылатым, обозначая славу, равную вечному позору; постыдную известность человека, который прославился только путём разрушения того, что создано другими. Выражение существует в разных вариантах и словосочетаниях: «Геростратова слава», «лавры Герострата», «стяжать лавры Герострата». Его использовал А. С. Пушкин в эпиграмме на Стурдзу «Холоп венчанного солдата…». Имя «Герострат» ряд авторов использовали для своих персонажей (в рассказе А. П. Чехова «Толстый и тонкий») или в качестве названия (у Жана-Поля Сартра одна из новелл сборника «Стена»).
- Итальянский писатель Алессандро Верри в небольшом романе «Жизнь Герострата» (1818) выразил в том числе ненависть к Наполеону[8].
- В 1972 году была поставлена пьеса Григория Горина «Забыть Герострата!»[9].